# Plan Coeur – Der Liebesplan
Plan Coeur – Der Liebesplan (im Original: Plan cœur) ist eine französische Comedy-Fernsehserie, die im Auftrag von Netflix produziert und deren erste Staffel als Netflix Original am 7. Dezember 2018 veröffentlicht wurde. Im Oktober 2019 erschien eine zweite Staffel. Im Januar 2022 wurde die dritte und letzte Staffel veröffentlicht.

## Handlung

### Staffel 1
Elsa trauert der Beziehung zu Max hinterher, auch wenn die Trennung schon eine ganze Weile her ist, hat sie die Trennung noch nicht überwunden. Ihre Freundin Charlotte möchte sie daher aus ihrem Trennungsschmerz herausholen und engagiert den Callboy Jules, der sie auf andere Gedanken bringen soll. Elsa, die Jules für einen Lehrer hält, ahnt dabei nichts davon, dass er nur mit ihr ausgeht, weil er von Charlotte dafür bezahlt wird. Der Plan von Charlotte, Elsa wieder glücklich zu sehen, geht auf, doch leider verliebt sich Elsa in Jules. Plötzlich haben Charlotte und ihre Freundin Emilie alle Hände voll damit zu tun die Lüge vor Elsa zu verheimlichen. Elsa erfährt die schließlich die Wahrheit, was zu Streit zwischen den Freundinnen führt.

### Staffel 2
Nachdem sich Elsa mehrere Monate vor ihren Freundinnen versteckt und so getan hat, als wäre sie in Argentinien, derweil jedoch die ganze Zeit in Frankreich war und versucht hat, ihre Beziehung mit dem Escort Julio Saldenha aufzubauen, entschließt sie sich wieder offiziell nach Paris zurückzukehren. Von dem Schock, dass ihre Freundinnen hinter ihrem Rücken einen Callboy engagiert haben, hat sie sich wieder erholt und möchte nur ihr Leben wieder in den Griff bekommen. Die zweite Staffel endet mit einer Sonderfolge, die den Lockdown in Zeiten von COVID-19 thematisiert und den unterschiedlichen Umgang mit der Situation der Freunde zeigt.

## Hintergrund
Plan Coeur – Der Liebesplan wurde vom Briten Chris Lang kreiert, der sich in mehreren Folgen mit den französischen Autoren Noémie Saglio und Julien Teisseire gemeinsam für das Drehbuch verantwortlich war.
Aufgrund der COVID-19-Pandemie in Frankreich musste die Produktion der dritten Staffel unterbrochen werden, stattdessen produzierte das Team eine 50-minütige Sonderfolge, die zunächst lediglich auf Netflix Frankreich veröffentlicht wurde. Seit 6. November ist die Sonderfolge auch in Deutschland synchronisiert als Folge 7 von Staffel 2 verfügbar.

## Besetzung und Synchronisation
Die deutschsprachige Synchronisation der ersten Staffel entstand nach dem Dialogbuch von Verena Ludwig und unter der Dialogregie von Jasmin Arnoldt für Oxygen Sound Studios in Berlin. Für die zweite Staffel schrieb ebenfalls Ludwig das Dialogbuch und Irina von Bentheim zeigte sich für die Dialogregie im Auftrag der SDI Media Berlin verantwortlich.

### Hauptdarsteller
| Rolle                       | Darsteller            | Erscheinen      | Synchronsprecher  |
| --------------------------- | --------------------- | --------------- | ----------------- |
| Elsa Payette                | Zita Hanrot           | 1.01–           | Josephine Schmidt |
| Charlotte Ben Smires        | Sabrina Ouazani       | 1.01–           | Maria Koschny     |
| Émilie Châtaigne            | Joséphine Draï        | 1.01–           | Ann Vielhaben     |
| Julio Saldenha/Jules Dupont | Marc Ruchmann         | 1.01–           | Julius Jellinek   |
| Antoine Ben Smires          | Syrus Shahidi         | 1.01–           | Dirk Stollberg    |
| Matthieu                    | Tom Dingler           | 1.01–           | Adam Nümm         |
| Maxime Pauillac             | Guillaume Labbé       | 1.01–           | Fabian Oscar Wien |
| Roman                       | Yvan Naubron          | 1.01–           | Julien Haggège    |
| Chantal                     | Ludivine de Chastenet | 1.01–1.08, 2.07 | Almut Zydra       |

### Nebendarsteller
| Rolle            | Darsteller          | Erscheinen            | Synchronsprecher  |
| ---------------- | ------------------- | --------------------- | ----------------- |
| Philippe Payette | Jean-Michel Martial | 1.01, 1.04–1.08       | Jürgen Kluckert   |
| Manon            | Karina Testa        | 1.02–1.04, 1.06–1.08  | Heide Ihlenfeld   |
| Anita Saldenha   | Nanou Garcia        | 1.03, 1.06, 1.08      | Sabine Walkenbach |
| Valérie          | Anne Depétrini      | 1.01–1.02, 1.04, 1.06 | Sabina Trooger    |
| Arthur           | Victor Meutelet     | 2.01–2.04, 2.06       | Sam Bauer         |
| Rachel           | Aurélie Verillon    | 2.02, 2.04–2.06       |                   |

## Episodenliste

### Staffel 1
| Nr. (ges.) | Nr. (St.) | Deutscher Titel          | Originaltitel  | Regie           | Drehbuch                                                    |
| ---------- | --------- | ------------------------ | -------------- | --------------- | ----------------------------------------------------------- |
| 1          | 1         | Der geheime Plan         | Plan secret    | Noémie Saglio   | Noémie Saglio, Julien Teisseire & Chris Lang                |
| 2          | 2         | Der Fleischbällchen-Plan | Plan boulette  | Noémie Saglio   | Noémie Saglio, Julien Teisseire & Chris Lang                |
| 3          | 3         | Der Beute-Plan           | Plan cul       | Noémie Saglio   | Noémie Saglio, Julien Teisseire & Chris Lang                |
| 4          | 4         | Der Liebesplan           | Plan love      | Noémie Saglio   | Noémie Saglio, Julien Teisseire & Chris Lang                |
| 5          | 5         | Der Party-Plan           | Plan teuf      | Renaud Bertrand | Chris Lang, Noémie Saglio, Julien Teisseire & Scott Weinger |
| 6          | 6         | Der blöde Plan           | Plan pourri    | Renaud Bertrand | Chris Lang, Noémie Saglio, Julien Teisseire & Scott Weinger |
| 7          | 7         | Der Solo-Plan            | Plan solo      | Renaud Bertrand | Chris Lang, Noémie Saglio, Julien Teisseire & Scott Weinger |
| 8          | 8         | The Exit Plan            | Plan de sortie | Renaud Bertrand | Chris Lang, Noémie Saglio, Julien Teisseire & Scott Weinger |

### Staffel 2
| Nr. (ges.) | Nr. (St.) | Deutscher Titel    | Originaltitel   | Regie                           | Drehbuch                                                                |
| ---------- | --------- | ------------------ | --------------- | ------------------------------- | ----------------------------------------------------------------------- |
| 9          | 1         | Der Rückkehr-Plan  | Plan retour     | Noémie Saglio & Renaud Bertrand | Noémie Saglio, Julien Teisseire & Joris Morio                           |
| 10         | 2         | Der Lama-Plan      | Plan lama       | Noémie Saglio & Renaud Bertrand | Julien Teisseire, Joris Morio & Noémie Saglio                           |
| 11         | 3         | Der Backup-Plan    | Plan de secours | Noémie Saglio & Renaud Bertrand | Julien Teisseire, Joris Morio, Noémie Saglio & Yaël Langmann            |
| 12         | 4         | Der Abschlepp-Plan | Plan drague     | Noémie Saglio & Renaud Bertrand | Julien Teisseire, Joris Morio & Noémie Saglio                           |
| 13         | 5         | Der Danach-Plan    | Plan d’après    | Noémie Saglio & Renaud Bertrand | Julien Teisseire, Joris Morio, Noémie Saglio, Deborah Saiag & Mika Tard |
| 14         | 6         | Der Liebesplan     | Plan cœur       | Noémie Saglio & Renaud Bertrand | Noémie Saglio, Julien Teisseire & Joris Morio                           |

#### Sonderfolge
Die Folge erschien anfangs nur auf Netflix Frankreich. Anfang November 2020 wurde sie weltweit, auch mit deutschsprachiger Synchronisation, bereitgestellt.
| Nr. (ges.) | Nr. (St.) | Deutscher Titel   | Originaltitel    | Erstausstrahlung Netflix Frankreich | Deutschsprachige Erstausstrahlung (Netflix) | Regie         | Drehbuch                         |
| ---------- | --------- | ----------------- | ---------------- | ----------------------------------- | ------------------------------------------- | ------------- | -------------------------------- |
| 15         | 1         | Der Lockdown-Plan | Plan confiné.e.s | 26. Aug. 2020                       | 6. Nov. 2020                                | Noémie Saglio | Noémie Saglio & Julien Teisseire |

## Rezeption
In der Internet Movie Database bewerteten mehr als 3.300 Zuschauer die Serie im Durchschnitt mit 7,3 von 10 Sternen. Die französische Datenbank Allociné errechnete aus den Kritiken von zehn Kritikern eine Durchschnittsbewertung von 3,3 von 5 Sterne.
Oliver Armknecht von film-rezensionen.de schreibt in seiner Rezension der ersten Staffel, dass für die erzählte Handlung Spielfilmlänge ausreichend gewesen wäre. Weiter schreibt er, dass die Serie „streng den Regeln des Genres“ folge und „vorhersehbar“ sei. Trotzdem bezeichnet er Plan Coeur – Der Liebesplan als „irgendwie nett“, manche „Szenen mit dem konstruierten Liebespaar sind sogar süß, manchmal gar traurig.“ In seiner Kritik zur zweiten Staffel schreibt er, dass in der Staffel sich alles zu sehr im Kreis drehe und „auch ein wenig den Charme verliert“, sie sei lediglich als „süßliche Berieselungsware für graue Nachmittage auf dem Sofa“ geeignet.